# Естадио Висенте Калдерон
Естадио Висенте Калдерон (на испански: Estadio Vicente Calderón) е бившият стадион на испанския футболен клуб Атлетико Мадрид. Намирал се е в центъра на Мадрид, до брега на река Мансанарес.
Първоначално стадионът се нарича Estadio Manzanares (Стадион „Мансанарес“), но по-късно е преименуван на „Висенте Калдерон“ в чест на известния президент на клуба. Местата за сядане са били в цветовете на екипите на Атлетико и оформят червени и бели ивици.
Тук редовно се провеждат международните срещи на националния футболен отбор на Испания до 2017 г. Стадионът е имал капацитет от 54 851 места и през 2003 г. е оценен с 5 звезди от УЕФА. Използвал се още и за провеждането на концерти.
От 2017 г. Атлетико Мадрид използва новия стадион „Уанда Mетрополитано“, а през 2019 г. стадионът е разрушен и на негово място ще има парк.